# Драгољуб Петровић Раде
Драгољуб Петровић Раде (Петровац, код Лесковца, 18. децембар 1919 — Београд, 27. август 1994) био је учесник Народноослободилачке борбе, генерал-пуковник ЈНА, друштвено-политички радник Социјалистичке Републике Србије и народни херој Југославије.

## Биографија
Рођен је 18. децембра 1919. године у селу Петровцу, код Лесковца. Потицао је из земљорадничке породице. После завршетка основне школе, живео је у свом селу и бавио се земљорадњом. Као младић, кретао се у друштву средњошколаца, који су припадали омладинском револуционарном покрету и преко њих добио прва сазнања о радничком покрету. Преко њих је такође набављао и револуционарну и марксистичку литературу, па је постао симпатизер Комунистичке партије Југославије (КПЈ).
После окупације Југославије, 1941. године прикључио се у раду на организовању устанка — преносио је партијско-пропагандни материјал, учествовао у писању и лепљењу парола, окупљању омладине и др. Јула 1941. године је примљен у чланство Савеза комунистичке омладине Југославије (СКОЈ). Његова група је у току лета вршила упаде у села Лесковачког среза и спаљивала општинске архиве, да не би користиле окупаторима. Половином октобра, учествовала у нападу на четнике у селу Лапотинцу, код Лесковца. У овој борби разоружано је 16 четника и заплењен један пушкомитраљез, као и већа количина лакшег наоружања и муниције. Добро наоружана, његова група је тада ступила у Јабланички партизански одред.
Убрзо по доласку у Одред, учествовао је у борбама за ослобођење Лебана, Власотинца и других места, а новембра 1941. године је као примеран борац примљен у чланство Комунистичке партије Југославије (КПЈ). Крајем децембра је постављен за командира чете у Јабланичком одреду, потом за помоћника политичког комесара Одреда и члана Среског комитета Партије. Био је део Првог јужноморавског партизанског одреда, који је настао фебруара 1943. срастањем Кукавичког, Јабланичко-пасјачког и Топличког (јастребачког) НОП одреда. У њему се налазио на на дужностима помоћника политичког комесара батаљона и помоћника политичког комесара Одреда.
Приликом формирања Друге јужноморавске бригаде, новембра 1943. године, постављен је за помоћника политичког комесара бригаде, а истовремено је постао и члан Окружног комитета КПЈ за Лесковац. Од марта 1944. године био је политички комесар Оперативног штаба Јужноморавске оперативне зоне, па први политички комесар 21. српске ударне дивизије, а од јула исте године заменик команданта ове дивизије. Као политички и војни руководилац, учествовао је у свим борбама његових јединица и четири пута је тешко рањен.
Новембра 1944. године, заједно са групом првих официра НОВЈ, био је упућен на школовање у Совјетски Савез, где је у Москви завршио Вишу војну академију „Ворошилов“. После повратка у Југославију, завршио је и Вишу војну академију ЈНА. У Југословенској народној армији (ЈНА) налазио се на дужностима команданта дивизије, затим команданта корпуса, команданта Команде  Града Београда и начелника Управе пешадије у Државном секретаријату за народну одбрану (ДСНО). Активна војна служба му је престала 1979. године у чину генерал-пуковника ЈНА.
После демобилизације, активно се бавио друштвено-политичким радом. Био је члан Председништва СУБНОР-а Србије, члан Председништва Социјалистичког савеза радног народа Србије и члан Централног комитета Савеза комуниста Србије. Биран је за делегата Друштвено-политичког већа у Скупштини СР Србије, а био је и председник Заједничке комисије оба већа Скупштине СР Србије за народну одбрану.
Умро је 27. августа 1994. године у Београду и сахрањен је у Алеји народних хероја на Новом гробљу у Београду.
Носилац је Партизанске споменице 1941. и других југословенски одликовања, међу којима су — Орден ратне заставе, Орден заслуга за народ са златном звездом, Орден братства и јединства са златним венцем, Орден народне армије са ловоровим венцем, Орден за војне заслуге са великом звездом, Орден партизанске звезде са сребрним венцем, Орден народне армије са златном звездом, Орден заслуга за народ са сребрним зрацима, Орден партизанске звезде са пушкама и два Ордена за храброст. Од иностраних одликовања, носилац је Партизанског крста НР Пољске. Орденом народног хероја одликован је 20. децембра 1951. године.